# Знаковни језик
Знаковни језик (такође познат и као показни језик или показивање или гестовни говор) је језик који користи мануелну комуникацију и говор тела да пренесе значење, наспрам акустички пренетих образаца. Може да укључује истовремено комбиновање облика руке, оријентације и покрета шака, руку или тела и изражаје на лицу да течно изрази мисли говорника. Овај језик дели многе сличности са говорним језицима (понекад званим и „усмени језици“, што примарно зависи од звука), због чега лингвисти оба сматрају природним језицима, али такође постоји и битна разлика између знаковних и усмених језика.
Где год постоје заједнице глувих, развијају се и знаковни језици. Показивање такође може бити урађено од особа које чују, али физички су у немогућности да говоре. Док користе простор за граматику који говорни језици не користе, знаковни језици користе исте лингвистичке карактеристике и исте језичке особине као усмени језици. Стотине знаковних језика су у употреби у свету, и користе језгра локалних култура глувих. Поједини знаковни језици добили су неки вид правног признања, док други немају никакав статус уопште.
Често погрешно схватање је да су сви знаковни језици исти у целом свету или да је знаковни језик међународни. Поред пиџин Међународних знакова, свака земља обично има сопствени, матерњи знаковни језик, а неке имају више од једног, иако знаковни језици могу делити сличности између себе, било у једној земљи или у више земаља. Није познато колико тачно знаковних језика постоји; издање Етнолога из 2013 набраја 137.

## Лингвистика
Лингвистички гледано, знаковни језици су богати и сложени као и сваки говорни језик, без обзира на често погрешно схватање да они нису „прави језици“. Професионални лингвисти проучавали су многе знаковне језике и нашли су да они изражавају основне особине које постоје у свим језицима.
Знаковни језици нису мимика – другим речима, знакови су конвенционални, често произвољни и нису неопходно визуелно повезани са појмом на који се односе, колико већина говорних језика нису ономатопејична. Иако је иконичност систематичнија и шире раширена у знаковним језицима него у говорним, разлика није категорична. Визуелни модалитет омогућава да људски избор за уско повезане форме и значења, који је присутан али потиснут у говорним језицима, буде више изражен. То не значи да знаковни језици представљају визуелно тумачење говорних језика. Они имају сопствену сложену граматику, и могу бити коришћени за расправу било које теме, од простијих и конкретних до узвишених и апстрактних.
Знаковни језици, као и усмени језици, организују елементарне, јединице без значења (фонеме; некада званих черими у случају знаковних језика) у семантичке јединице са значењем. Као и у говорним језицима, ове јединице без значења су представљане као (комбинација) одлика, иако се често праве грубе разлике у смислу облика шаке (или форме шаке), оријентације, положаја (места артикулације), покрета и немануелног изражавања.
Уобичајене лингвистичке особине многих знаковних језика су појава класификатора, висок ниво инфлексије и синтакса са коментарима на тему. Више него усмени језици, знаковни језици могу пренети значење истовременим значењима, нпр. коришћењем простора, двема мануалним артикулаторима и показатељевим лицем и телом.
Иако су и даље присутне многе расправе на тему иконичности знаковних језика, класификатори се обично сматрају као високо иконични, пошто те сложене конструкције „служе као предикат и могу изражавати све или нешто од следећег: покрет, позицију, стативно описивање или давање информација руком“.
Треба напоменути да термин класификатор не користе сви који раде на овим конструкцијама. Кроз поље лингвистике знаковног језика исте конструкције се такође често односе и на друге појмове.

## У друштву

### Телекомуникације
Сајму у Њујорку 1964. – два глува корисника су била у могућности да слободно комуницирају међу собом, један на сајму, а један из другог града, ипак, видео комуникација није постала широко доступна за велики број видео података док пропусни опсег није постао доступан почетком 2000-их.
Интернет данас омогућава глувим људима да причају преко видео везе, помоћу посебно-наменског видео телефона намењеног за употребу знаковним језиком или помоћу видео услуга опште намене намењених за широкопојасни интернет и обичне рачунарске веб камере. Новија технологија, иако шире доступна, често не обезбеђује довољно квалитета за комуникацију знаковним језиком, иако су уређаји са високом дефиницијом све више доступни. Посебни видео телефони осмишљени за комуникацију знаковним језиком обично обезбеђују више фрејмова по секунди него услуге опште намене и могу да користе методе за сажимање података посебно осмишљене да повећају разумљивост знаковних језика. Одређена напредна опрема омогућује особи да са даљине контролише видео камеру друге особе, да би зумирали више или мање или усмерили камеру боље да би разумели знакове.